# 森崎正弘
森崎正弘（もりさき まさひろ、1972年3月29日 - ）は、日本の俳優。劇団MousePiece-ree（マウスピースリー）所属。滋賀県大津市出身。

## 略歴
新劇、古典を中心とする劇団を経て、2001年フリーになる。翌2002年、演劇ユニットMousePiece-reeを旗揚げ。小劇場を中心に、舞台、テレビ等で活動。リリパットアーミーIIの常連ゲストとしても活躍。

## 出演

### 舞台
- うしろのみぃちゃん（2024年9月26日 - 29日、扇町ミュージアムキューブ CUBE02）[1]